# Naryciinae
De Naryciinae zijn een onderfamilie van vlinders in de familie van de zakjesdragers (Psychidae).

## Geslachtgroepen
- Dahlicini Enderlein, 1936
- Naryciini Tutt, 1900

## Incertae sedis
- Conoeca Scott, 1864
- Hyalopteronia Solyanikov, 2002
- Sapheneutis Meyrick, 1907